# Ledocarpaceae
Ledocarpaceae é o nome botânico de uma família de plantas com flor. Possui 3 géneros pertenecentes à ordem Geraniales.

## Géneros
- Balbisia
- Rhynchotheca
- Wendtia